# アカンベー
『アカンベー』は、方倉陽二による日本の漫画。単行本全3巻。

## 概要
本作は小学館の学習雑誌『小学一年生』の1977年11月号に初めて掲載され、その後『月刊コロコロコミック』（小学館）において、1978年4号（1月15日号）から1983年3月号にかけて連載された。
宇宙マクラ（枕を擬人化したような姿の宇宙人）・アカンベーが巻き起こす奇想天外な物語を描いたギャグ漫画である。
5年にわたる連載の間、作風が大きく様変わりしているのが特徴の一つ。初期は日常生活に笑いを混ぜたほのぼのとした作風だったが、アカンベーの故郷であるマクラ星に舞台が移ると、奇妙な新キャラクターが次々に登場するナンセンスな作風となり、再度地球に戻った後はドタバタが強化され、アメリカのアニメのようなオーバーアクションが繰り広げられた。
また、連載終盤において、当時の松田聖子のヒット曲『風立ちぬ』の歌詞を食べ物の名前にした替え歌『風さりぬ』が披露されると、これに読者が大反響を示し、読者コーナーで続きの歌詞が作られるなどの大きな盛り上がりを見せた。
本作の連載終了後の翌4月号から方倉の次作『クマクマずんずん』の連載が開始されたが、本作最終話は普段どおりの1話完結のギャグの上に「つづく」の表示まであり、翌月の『クマクマずんずん』第1話の枠外に本作の連載終了の旨を示すお知らせがあったのみで、明確なスタイルでの最終回は描かれないまま連載が終了した。単行本も第3巻の巻末に第4巻へ続く旨の表示があったが、単行本未収録の連載分を残したまま、全3巻で完結している。

## あらすじ
マクラ星から地球へやって来た宇宙マクラのアカンベー。あらゆる物を反対にするアカンベー能力により、地球で友だちになったケンちゃんや周囲の人々の間に、様々な騒動を巻き起こす。

## 登場人物
アカンベー
マクラ星の王子である宇宙マクラ。おっちょこちょいな性格を直すため、父のマクラ大王により地球に送り込まれた。アカンベーをすることで、あらゆる物を反対にする能力を持つが、位置を反対にするつもりが上下が反対になるなど、失敗も多い。シュークリームが大好物で、ネコが苦手。アカンベー能力をいたずらに使い過ぎたため、途中で大王により「1日2回以上使うと、使い続けた枕のように体の中身が偏って苦しむ」制約が加えられる。だが、大抵はやむを得ず2回目を使った後、ケンちゃんが叩いてほぐすかベンカーの能力で治っている。
しかし後に、様子を見に地球に訪れた大王がケンちゃんとの友情に感激し、プレゼントにと能力制限を解除し、何度も使えるようになった。
ベンカー
宇宙海賊を父に持つ宇宙マクラの子供。体形はアカンベーに似ているが、覆面で顔を隠し、2本の髭を持つ。アカンベーをライバル視してケンカばかりしているが、実は仲が良い。「ベンカー」と叫ぶことでアカンベー同様の能力を使えるが、未熟なために物を半回転させることしかできない。
ケンちゃん
地球人の少年。朝寝坊の癖がある。アカンベーは寝坊の子供が大好きなので、彼の家に居つくことになる。
近所の友だち
ケンちゃんの近所に住む、ガールフレンドのさっちゃんや、ガキ大将のダンプたち。
楽魔 （ラクマ）
マクラ星でのライバル。多数の部下を持つ一族の長。悪口を言われるとクシャミで感知する能力がある。
登場当初は大王の城ののっとりや、宝物の地図を奪うなど悪事を企むが、後にアカンベー達と共に行動するようになる。
ラクマチコ姫という娘がいるが、美女型巨大ロボットを操り他の星で暴れるなど父親以上のトラブルメーカー。
マクラ星の住人
大和時代のような姿をした人物は「トマトタケル」と名乗っており、へのへのもへじ顔の人物と2人で何度か登場した。

## その他
コロコロコミックの連載中に、江崎グリコのチョコレート菓子の「ペロタン（いちごチョコ）」に、本作のキャラクターのアカンベーが絵柄として使用されたこともあった。

## 書誌情報
- 方倉陽二『アカンベー』小学館〈てんとう虫コミックス〉。

1. 1980年6月25日発行（1980年6月1日発売[6]）
2. 1981年5月25日発行（1981年5月1日発売[6]）
3. 1982年10月25日発行（1982年10月1日発売[6]）